# Nicola Porpora
Nicola (Antonio) Porpora (Nàpols, Regne de Nàpols, 17 d'agost, 1686 - ib., 3 de març, 1768) va ésser un compositor napolità d'òperes barroques i professor de cant. De la seva escola en sortiren castrats famosos com Farinelli, Senesino i Caffarelli.

## Biografia
Porpora va néixer a Nàpols, on es va graduar al conservatori de música. El 1708 va estrenar la seva primera òpera, Agrippina. Un any menor que Händel i Bach, va ser professor del Conservatori de San Onofrio (1715-1721) i mestre de capella del príncep de Hesse-Darmstadt (1711-1725). Durant aquest temps va compondre dues òperes més, Flavio Anicio Olibrio (1711) i Basilio re d'oriente (1713), que s'estrenaren igualment a Nàpols.
El 1726 es va establir a Venècia, on va exercir de professor dels estudiants de l'Hospédale degli Incurabili; més tard es traslladà a Londres, on el 1733 va ser nomenat compositor líder de l'Opera of the Nobility, competint en celebritat amb Händel. El 1752 s'instal·là a Viena, on va fer classes de cant a diferents alumnes, entre elles na Benedetta Emilia Agricola, Regina Mingotti i Mariana Martinez (1744-1812), així com el castrat i el seu deixeble predilecte Antonio Uberti i, Domenico Corri, Gaetano Caffarelli, i hi tenia Joseph Haydn com a assistent.
Va escriure 50 òperes, entre elles Arianna i Teseo (1714), Temistocle (1718), “Berenice reina d'Egipte” (1718), al costat de Domenico Scarlatti; Faramondo (1719), Eumene (1721, obra amb la qual Farinelli va fer el seu debut a Roma amb només 16 anys), “Semíramis reconeguda” (1729), Arianna in Nasso (1733), Ifigenia a Aulide (1735), Il trionfo di Camilla (1740), Filandro (1747) i Il Trionfo di Llitera (1760), la seva última òpera; 12 cantates, entre les quals destaca Or che una nube ingrata (1735); les serenates Angelica a Nàpols (1720), Gli orti esperidi (1721) i La Fiesta de Imeneo (1736); i oratoris: David i Betsabé (1734), Il Gedeone (1737). Només unes quantes àries de les seves òperes i fragments de la seua música de cambra són disponibles en enregistraments.
Entre els anys 1720 i 1721 Porpora va compondre dues serenates per a llibrets escrits pel poeta Metastasio, la qual cosa va ser l'inici d'una llarga col·laboració entre tots dos.
Va ser un bon lingüista i un home d'una cultura literària considerable, que fou admirat per la seva fluïdesa idiomàtica en les seues composicions. Els últims anys de la seva vida els va passar sumit en la pobresa.
L'any 2006 es va reestrenar la seva òpera Mitridate amb llibret de Filippo Vanstriper, un cop revisada per Bernardo Ticci i Massimo Gasparon.